# Емер Чубукчу
Емер Чубукчу (тур. Ömer Çubukçu; нар. 10 травня 1980, Пасінлер, провінція Ерзурум) — турецький борець вільного стилю, дворазовий бронзовий призер чемпіонатів Європи, учасник Олімпійських ігор.

## Життєпис
Боротьбою почав займатися з 1993 року. У 2000 році завоював срібну медаль чемпіонату Європи серед юніорів. Такого ж результату досяг у тому ж році на світові1й юніорській першості.
Виступав за борцівські клуби «Erdemir» Ереглі та «Sekerspor» Анкара. Тренер — Гюрсел Узунча.

## Спортивні результати на міжнародних змаганнях

### Виступи на Олімпіадах
| Змагання                    | Збірна    | Вагова категорія          | Місце |
| --------------------------- | --------- | ------------------------- | ----- |
| Літні Олімпійські ігри 2004 | Туреччина | вільна боротьба, до 66 кг | 7     |

### Виступи на Чемпіонатах світу
| Змагання                        | Збірна    | Вагова категорія          | Місце |
| ------------------------------- | --------- | ------------------------- | ----- |
| Чемпіонат світу з боротьби 2003 | Туреччина | вільна боротьба, до 66 кг | 31    |
| Чемпіонат світу з боротьби 2005 | Туреччина | вільна боротьба, до 66 кг | 9     |

### Виступи на Чемпіонатах Європи
| Змагання                         | Збірна    | Вагова категорія          | Місце  |
| -------------------------------- | --------- | ------------------------- | ------ |
| Чемпіонат Європи з боротьби 2002 | Туреччина | вільна боротьба, до 66 кг | 4      |
| Чемпіонат Європи з боротьби 2003 | Туреччина | вільна боротьба, до 66 кг | Бронза |
| Чемпіонат Європи з боротьби 2004 | Туреччина | вільна боротьба, до 66 кг | Бронза |
| Чемпіонат Європи з боротьби 2006 | Туреччина | вільна боротьба, до 66 кг | 11     |

### Виступи на Кубках світу
| Змагання                    | Збірна    | Вагова категорія          | Місце |
| --------------------------- | --------- | ------------------------- | ----- |
| Кубок світу з боротьби 2001 | Туреччина | вільна боротьба, до 63 кг | 5     |

### Виступи на інших змаганнях
| Змагання                                                    | Збірна    | Вагова категорія          | Місце  |
| ----------------------------------------------------------- | --------- | ------------------------- | ------ |
| Міжнародний меморіал Дейва Шульца 2001                      | Туреччина | вільна боротьба, до 63 кг | Срібло |
| Середземноморські ігри 2001                                 | Туреччина | вільна боротьба, до 63 кг | Бронза |
| Олімпійський кваліфікаційний турнір з боротьби 2004 (Софія) | Туреччина | вільна боротьба, до 66 кг | 4      |
| Турнір Яшара Догу 2013                                      | Туреччина | вільна боротьба, до 74 кг | 21     |

### Виступи на змаганнях молодших вікових груп
| Змагання                                       | Збірна    | Вагова категорія          | Місце  |
| ---------------------------------------------- | --------- | ------------------------- | ------ |
| Чемпіонат світу з боротьби серед кадетів 1996  | Туреччина | вільна боротьба, до 43 кг | 10     |
| Чемпіонат Європи з боротьби серед юніорів 2000 | Туреччина | вільна боротьба, до 63 кг | Срібло |
| Чемпіонат світу з боротьби серед юніорів 2000  | Туреччина | вільна боротьба, до 63 кг | Срібло |